# مقاطعة ردوود (مينيسوتا)
مقاطعة ردوود (بالإنجليزية: Redwood County)‏ هي إحدى مقاطعات ولاية مينيسوتا في الولايات المتحدة الأمريكية.